# دی جی کاروسو
دی جی کاروسو (انگلیسی: D. J. Caruso؛ زادهٔ ۱۷ ژانویهٔ ۱۹۶۵) کارگردان، تهیه‌کننده و فیلم‌نامه‌نویس آمریکایی است. آثار او شامل ژانرهای مختلفی از جمله ژانر دلهره‌آور (آشفته و گرفتن جان‌ها)، فیلم درام (ایستادگی)، فیلم ترسناک (اتاق ناامیدی‌ها) و فیلم اکشن (بازگشت زندر کیج) او همچنین قسمت‌های زیادی از مجموعه‌های تلویزیونی را کارگردانی کرده‌است. فیلم‌های او بیشتر در ژانرهای فیلم‌های دلهره‌آور و اکشن قرار می‌گیرند.

## آثار کارگردانی
- دریای سالتون (۲۰۰۲)
- گرفتن جان‌ها (۲۰۰۴)
- دو نفر برای پول (۲۰۰۵)
- آشفته (۲۰۰۷)
- چشم عقاب (۲۰۰۸)
- من شماره چهار هستم (۲۰۱۱)
- درون (۲۰۱۱)
- ایستادگی (۲۰۱۳)
- اتاق ناامیدی‌ها (۲۰۱۶)
- تریپل اکس: بازگشت زندر کیج (۲۰۱۷)
- رستگاری عشق (۲۰۲۲)
- حبس شده (۲۰۲۲)